# Parachilia leroyi
Parachilia leroyi är en skalbaggsart som beskrevs av Charles Coquerel 1859. Parachilia leroyi ingår i släktet Parachilia och familjen Cetoniidae. Inga underarter finns listade i Catalogue of Life.